# Episodi di SeaQuest - Odissea negli abissi (terza stagione)
La terza stagione della serie televisiva SeaQuest - Odissea negli abissi, composta da 13 episodi, è stata trasmessa sul canale statunitense NBC dal 20 settembre 1995 al 9 giugno 1996.
| nº | Titolo originale                 | Titolo italiano       | Prima TV originale | Prima TV Italia |
| -- | -------------------------------- | --------------------- | ------------------ | --------------- |
| 1  | Brave New World                  | Il capitano d'acciaio | 20 settembre 1995  |                 |
| 2  | In the Company of Ice and Profit | Dollari di ghiaccio   | 27 settembre 1995  |                 |
| 3  | Smoke on the Water               | Ritorno di fiamma     | 11 ottobre 1995    |                 |
| 4  | Destination Terminal             | Destinazione finale   | 18 ottobre 1995    |                 |
| 5  | Chains of Command                | Sull'orlo dell'abisso | 1 novembre 1995    |                 |
| 6  | Brainlock                        | L'ira del dittatore   | 12 gennaio 1996    |                 |
| 7  | Spindrift                        | Nemico invisibile     | 8 novembre 1995    |                 |
| 8  | Equilibrium                      | All'ultimo secondo    | 15 novembre 1995   |                 |
| 9  | Resurrection                     | Segreto militare      | 6 dicembre 1995    |                 |
| 10 | Second Chance                    | Circuiti cerebrali    | 20 dicembre 1995   |                 |
| 11 | Good Soldiers                    | La carta di riserva   | 27 dicembre 1995   |                 |
| 12 | Reunion                          | Fuga dall'inverno     | 28 gennaio 1996    |                 |
| 13 | Weapons of War                   | Armi da guerra        | 9 giugno 1996      |                 |